# روزانا باستور
روزانا باستور (بالإسبانية: Rosana Pastor) هي ممثلة وسياسية إسبانية، ولدت في 7 أغسطس 1960 في البريجة في إسبانيا.

## روابط خارجية
- Rosana Pastor على موقع IMDb (الإنجليزية)
- Rosana Pastor على موقع ألو سيني (الفرنسية)
- Rosana Pastor على موقع أول موفي (الإنجليزية)
- Rosana Pastor على موقع قاعدة بيانات الأفلام السويدية (السويدية)
- Rosana Pastor على موقع قاعدة بيانات الفيلم (الإنجليزية)
- Rosana Pastor على موقع كينوبويسك (الروسية)